# Ori (Stargate)
En el universo ficticio de Stargate, los Ori son una raza de seres ascendidos. Se diferencian de los Antiguos al no creer en su política de no intervención en los asuntos del universo. Su aspecto es el de un muro de llamas o de fuego, que simboliza las llamas de la iluminación. Este lugar se ubica en el planeta Celestis, que Daniel Jackson y Vala visitaron por accidente.
Los Ori usan sus conocimientos infinitos del Universo para convencer a seres menores para adorarles. En origen pertenecían a la misma especie que los Antiguos, sin embargo, se separaron debido a diferencias ideológicas: los Ori son religiosos, mientras que los Antiguos prefieren la ciencia y el conocimiento en general.

## Estrategia de los Ori
Los Ori convencen a planetas enteros para que los adoren, prometiéndoles que ascenderán si siguen con su religión llamada “Origen”. Esta religión proclama que ellos crearon la humanidad y por eso deben adorarles. También promete que sus seguidores, al morir, ascenderán. En realidad los Ori nunca ayudaron a nadie a ascender porque eso significaría que deberían compartir el poder que obtienen (de una forma muy compleja) de la absoluta devoción de sus seguidores.

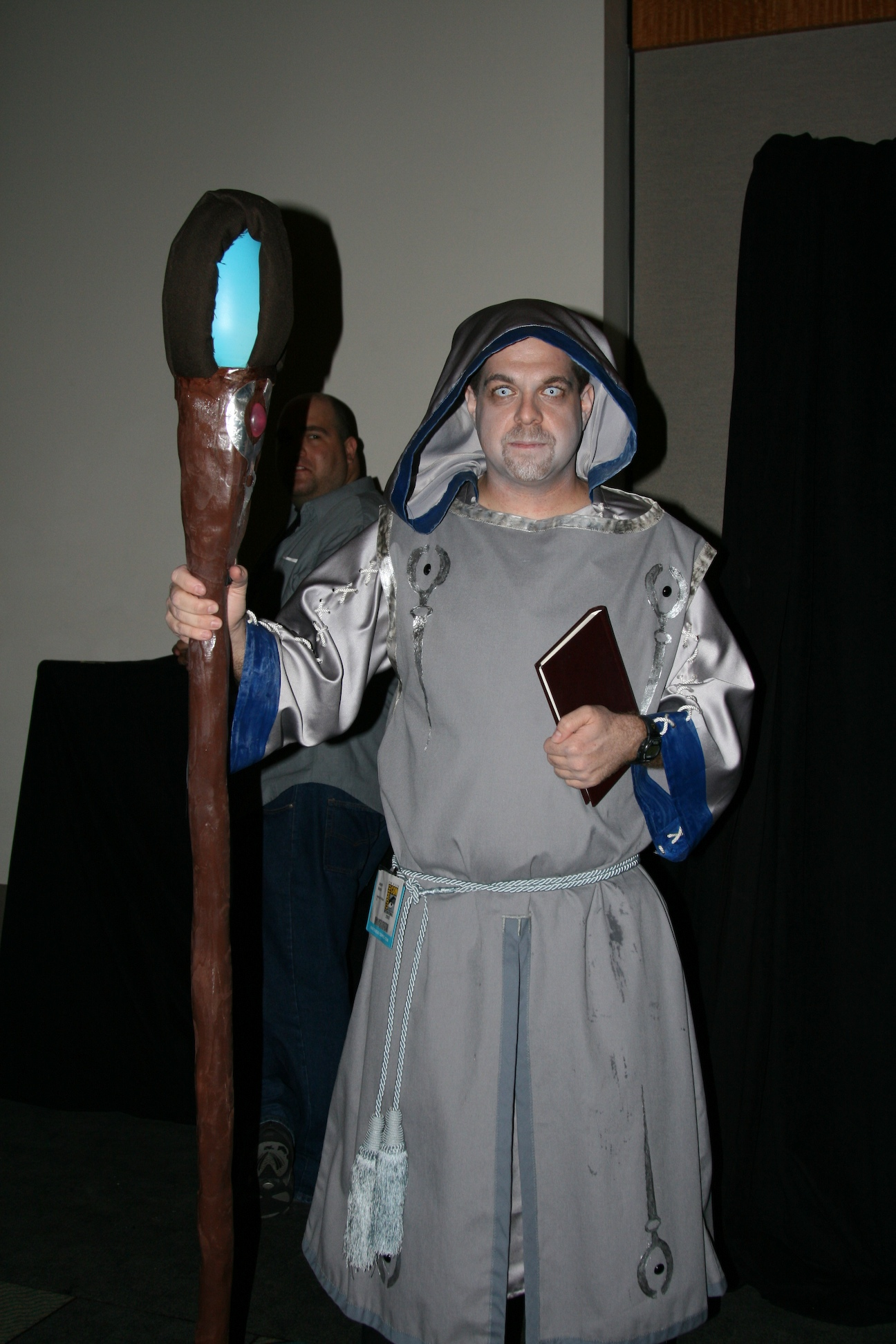
Cosplay representando a un Prior en la ComicCon 2007. Los priores son humanoides evolucionados artificialmente por los oris y dotados de grandes poderes

Su meta final es destruir a los Antiguos Ascendidos, que ellos conocen como los “Otros”. Como un ser Ascendido, un Ori, no interfiere directamente con el plano mortal. En cambio ellos utilizan humanos llamados priores, a los que evolucionan artificialmente (dándoles un aspecto humanoide: piel clara, ojos nublados, signos en la piel de la cara y un bastón con un cristal azul que contiene poder), estando así más cerca de la ascensión y dándoles grandes poderes. 
Según se revela en la 9.ª temporada, los Ori gobiernan una galaxia, y tras ser visitados accidentalmente por Daniel Jackson y Vala Mal Doran, descubren la existencia de humanos en otras galaxias que los Antiguos habían ocultado. Desde entonces, la invasión y conversión de la Vía Láctea se convirtió en su primer objetivo.
Ya que los Ori poseen muchos adoradores en su Galaxia, son casi una fuerza imparable y destruirán a cualquiera quien se rehúse a adorarlos.
El plan de invasión de los Ori consistió, en primera instancia, en enviar priores para que predicasen la religión y las enseñanzas del libro sagrado de los Ori, el libro del Origen; estos priores deberán convencer a los distintos mundos para que se unan a la religión de los Ori a través de muestras de poder, la entrega de avanzada tecnología o en casos difíciles de coacción, llegando a crear una plaga que sólo ellos pueden curar y en casos en los que la gente les rechace, de la aniquilación total de la civilización del planeta.
Más tarde los Ori enviaron naves a la Vía Láctea a través de un Supergate, una puerta gigante de varios cientos de metros de diámetro alimentada con un pequeño agujero negro. Estas Naves de Batalla Ori poseen unos escudos impenetrables muy similares, posiblemente, a los de Atlantis y unas armas principales extremadamente potentes, capaces de destruir con un solo disparo un Ha'tak y, dejar a un escudo asgard al 50%. Estas naves son enviadas para destruir a los "infieles" que los priores no han podido convencer.
Al inicio de la 10.ª Temporada, los Ori tienen una cara visible en la galaxia: Adria, la Orici. Hija de Vala Mal Doran, concebida de forma inmaculada, posee varios poderes mentales y parte del conocimiento de los Ori. Ella, en palabras de Daniel Jackson, "es un Ori en un cuerpo humano", por lo que Adria a diferencia de los Priores (que son meros peones) conoce el plan de los Ori para sumir a la Galaxia a su adoración absoluta, para así destruir finalmente a los Alterrans.
Durante esta temporada, el SG-1 logra encontrar, tras muchas complicaciones, al antiguo Merlin, que les revela el paradero del arma anti-ascendidos que construyó, la cual terminan enviando a la galaxia Ori en una nave a través del Supergate para que destruya a los Ori. Antes de morir, Merlin traslada su consciencia a la mente de Daniel Jackson, pero esta es borrada tiempo después.
El fin del arco argumental de los Ori aparece en la película Stargate: The Ark of Truth. Con los Ori supuestamente muertos, el mayor problema para la Tierra son sus seguidores humanos y su fanatismo religioso. Para arreglar eso, el SG-1 busca el paradero del Arca de la Verdad, un artefacto Alterano que puede usarse para "convencer a las personas de lo que es cierto", en un proceso similar a un lavado de cerebro y usarlo con los seguidores humanos para mostrarles la verdad sobre los Ori.
El SG-1 logra volver de su lado a Tomin, el marido de Vala (el cual se sume en una depresión tras saber que ha pasado toda su vida sirviendo a falsos dioses), y viajan a la galaxia Ori a través de Supergate para buscar el Arca, la cual sitúan en Ortus Mallum, el lugar desde donde los alterano huyeron a la Vía Láctea, situado, por desgracia, en el mismo planeta que Celestis, la capital Ori.
Tras hallar el Arca, El SG-1 (menos Mitchell y Carter) tiene la mala suerte de ser capturado por un contingente de soldados y encerrados en las mazmorras de Celestis. Vala es liberada y llevada a la sala donde está el Arca. Allí, las Llamas de la iluminación toman la forma de una ascendida Adria, que le explica a su madre que, tras la muerte de los Ori debida al arma de Merlin, ella, como Orici, ha heredado todo su poder y se propone seguir con el plan original de los Ori de destruir a los Antiguos, convirtiéndose ella misma en una diosa todopoderosa. Vala trata de hacer razonar a Adria, pero no lo logra. Cuando Adria se va, Vala ve cómo siete de los símbolos del Arca brillan durante unos segundos.
Mientras tanto, Daniel recibe la visita en su celda de Morgana, la cual fue exiliada del plano Astral por ayudarles contra Adria, y le revela que deben usar el Arca sobre un prior para que el efecto se transmita por los cristales del bastón al resto de priores, lo cual reduciría el poder de Adria y ella podría plantarle cara. Morgana se desvanece antes de que Daniel puede preguntarle más, pero aparece Teal´c, que había logrado colarse en la ciudadela disfrazado de prior, después de que Morgana le curase.
Vala y Teal´c liberan a Daniel y Tomin y todos corren a la cámara del Arca, pero mientras tratan de descifrar los siete símbolos indicados por Morgana que pueden activar el Arca, son sorprendidos por el Doici. Entonces, Adria aparece de nuevo y les dice que se rindan y se conviertan al Origen, Vala se pone a hablar con ella para darle tiempo a Daniel de que active el Arca, Adria se da cuenta, pero ya es tarde. Teal´c dispara su arma contra el soporte del Arca, que cae al suelo y se abre justo delante del Doici, haciendo que la verdad sobre los Ori sea revelada por toda la galaxia.
Adria está enfurecida con el SG-1 y se dispone a destruirles cuando Morgana aparece y se enzarza con Adria en una batalla eterna, desapareciendo ambas del plano físico. De vuelta a la Tierra, Daniel abre el Arca en presencia del prior que está allí, transmitiendo el efecto del Arca al resto de priores en toda la Vía Láctea, lo cual acaba definitivamente con el dominio de los Ori.
Al final, Txomin es escogido como nuevo líder de la galaxia Ori, y antes de irse le promete a Vala hacer una revisión completa del Libro del Origen, transformándolo de una religión radicalista a una filosofía pacífica sobre la ascensión.

## Tecnología
Su tecnología es superior a la que cualquier raza en el Universo Stargate, tal vez incluso a la de los Asgard. Ellos consideran la tecnología de las Antiguos y la de los Asgard como una amenaza que hay que eliminar.